# Neliopisthus inclivatus
Neliopisthus inclivatus là một loài tò vò trong họ Ichneumonidae.